# Синдарин
Си́ндарин (кв. Sindarin; самоназвания нет, сами эльфы часто называют его просто синд. Edhellen, то есть «эльфийский») — один из вымышленных языков, разработанных Дж. Р. Р. Толкином. В легендариуме представляет собой один из эльфийских языков — речь синдар.
Толкин в создании синдарина основывался на валлийском языке, он обладает особенностью — мутациями согласных, подобно кельтским языкам. Также синдарин испытал влияние древнеанглийского и древнескандинавского языков.
Слово синдарин переводится с квенья как «серое наречие».
Называемый языком «серых эльфов», синдарин являлся основным наречием синдар. Они были эльфами из племени тэлери, оставшимися в Белерианде во время Великого похода. Их язык стал отличаться от языка эльфов других племён, которые уплыли за море. Синдарин берёт своё происхождение из более ранней формы языка, называемой общий тэлерин, который, в свою очередь, произошёл из общеэльфийского языка эльдар до их разделения.
В Третью Эпоху (см. «Властелин колец») синдарин был основным языком общения эльфов западной части Средиземья. Именно синдарин — тот язык, который во «Властелине колец» назывался эльфийским.

«Изредка они (Глорфиндел с Арагорном) обменивались несколькими фразами по-эльфийски».— «Властелин колец», книга I, глава 12 «Бегство к броду» (перевод Н. В. Григорьевой, В. И. Грушецкого)
Когда нолдор, говорящие на квенья, вернулись в Средиземье, они переняли синдарин, чтобы проще контактировать с синдар, многие из которых стали поддаными нолдорских королей. В дальнейшем синдаризация нолдор только усилилась, особенно после того, как король синдар, Элу Тингол, узнав о братоубийстве в Алквалондэ, запретил говорить на квенья во всём Белерианде. Квенья и синдарин до того были разделены пространством, и поэтому, хотя у них и было много общих слов, различия в грамматике были огромны. Синдарин изменялся сильнее, чем квенья, в результате чего уже в Первую Эпоху появилось несколько наречий. Наречие, используемое в Дориате, месте обитания Тингола, было признано многими Серыми Эльфами, как наиболее величественное.
Во времена Второй Эпохи, довольно много людей, живших на острове Нуменор, могли свободно общаться на синдарине. Их потомки, дунэдайн Гондора и Арнора продолжали говорить на синдарине в Третью Эпоху.
В качестве системы письма синдарин сначала использовал кирт — руническую систему эльфов Белерианда, до возвращения нолдор в Средиземье. После этого использовался тенгвар.
Слово синдарин, на самом деле, квенийское. Единственное известное самоназвание синдарина — эглатрин (англ. Eglathrin). Скорее всего, это самоназвание использовалось только в Первую Эпоху.

## Две ветви
В языках Толкина можно выделить две ветви развития:
- «внутреннюю», описываемую событиями его искусственного мира;
- «внешнюю», которая показывает саму эволюцию языка на протяжении жизни Толкина.

Упрощённо можно сказать, что внешняя ветвь — события реального мира, показывающие развитие языка, внутренняя же ветвь — события искусственного мира.

## «Внешняя» история
Толкин интересовался языками с самого детства и изобрёл несколько языков, будучи ещё подростком. Со временем он создал целую систему вымышленных языков общения эльфов, а также мир, где они могли бы существовать.
Один из таких языков был создан приблизительно в 1915 году, будучи основан на кельтских языках. Толкин назвал его Голдогрин (англ. Goldogrin), или «гномий» (англ. Gnomish) язык. Он же написал словарь и описал грамматику голдогрина. Это был первый этап создания синдарина как самостоятельного языка. В это же время у Толкина появились некоторые задумки насчёт истории эльфов, которую он описал в «Утраченных сказаниях». На гномьем языке говорили гномы, или Нолдоли — Второй Род Эльфов; на другом языке — эльфине (англ. Elfin) говорило большинство эльфов, живших на Одиноком Острове.
Через несколько лет, около 1925 года, Толкин начал обновлять грамматику и лексику языка его «гномов». Язык был назван нолдорин (слово из квенья, которое уже использовалось для гномьего языка), вместо «голдогрина», или же «лам Голдрина» (англ. lam Goldrin). Это была вторая стадия развития синдарина. Толкин составил грамматику нового нолдорина — «Лам на Нголуит» (англ. Lam na Ngoluith).
В начале 1930-х годов Толкин усовершенствовал нолдорин довольно большим объёмом новой грамматики. Это был так называемый «поздний нолдорин». В то же время Толкин начал создавать наречия илькорин, наречия эльфов Третьего Рода, которые остались в Белерианде (именно тех эльфов, которых Толкин назовёт гораздо позже «синдар» на квенья).
Нолдорин (язык, схожий с валлийским) был на то время задуман как язык, произошедший из старого нолдорина — языка общения Валинора. Нолдор хотели говорить на языке, отличном от языка эльфов Первого Рода, которые жили с ними и говорили на квенья, так что они изобрели свой собственный язык — старый нолдорин, используя как основание Корэлдарин (англ. Koreldarin) — «язык тех эльфов, что покинули Средиземье и дошли до Кора (англ. Kór), холма эльфов в Валиноре».
Когда нолдор ушли в изгнание из Валинора в Белерианд, старый нолдорин развился в нолдорин — язык валлийского типа с многими диалектами.
Наречия Белерианда — илькорин — не имели никаких сходств с валлийским. Позже Толкин назвал их лемберин (англ. Lemberin).

## «Внутренняя» история
Синдарин (сероэльфийский) — собственно название языков эльфийских жителей Белерианда, земель к западу от Голубых гор, которые позже почти полностью утонули. Квенья был языком изгнанных светлых эльфов, возвращавшихся в Средиземье. Изгнанники, при относительно небольшом количестве, в конце концов приняли южный диалект синдарина (являвшийся самым чистым и архаичным из всех, и использовавшийся также в Дориате). Они стали его использовать в повседневной речи и даже приспосабливать к нему свои имена. Но и сам синдарин испытал влияние квенья. Синдарин также широко влиял на другие родственные языки эльфов, близких Синдар, которые жили в Эриадоре и восточней.<— 
Синдарин образовался от Старого синдарина (сохранились лишь некоторые записи Дориата), последний в свою очередь произошёл от общего Телерина, в «Тени Средиземья», а не в свете деревьев Валинора. Королевство Дориат стало изолированным после того, как Мелькор обосновался в Ангбанде. Таким образом, с этого времени, язык законсервировался и позже сопротивлялся влиянию нолдорина. До тех пор, благодаря кочевой жизни Серых Эльфов, их язык был практически однородным, с одним исключением. В Северо-Западном регионе Белерианда были поселения эльфов, которые редко выходили далеко за её пределы. Их язык, в целом соответствующий во многих лингвистических аспектах синдарину, рано разошёлся с ним. Его принято называть Митримин.

### Диалекты
Дробление синдарина (Старый синдарин) началось с Северной или «митриминской» и Южной групп.

Южная группа имела гораздо бо́льшую территорию, включавшая также «Дориатрин» (синд. Doriathrin или «Центральный синдарин»).

Кирдан Корабел был одним из тех телери, кто не был доставлен в Валинор, но стал известен как Синдар, он был родственен Эльве, которого его старший брат, Ольве, признал в качестве главного правителя всех Телери в Белерианде, даже после того, как тот удалился в закрытую область Дориата. Но Кирдан и его люди остались во многом отличными от остальной части Синдар. Они сохранили старые имена Телери и даже разговаривая в последние дни на более архаичном языке.— 
Таким образом, в течение Первой Эпохи, до возвращения Нолдор было четыре диалекта синдарин.
- Южная группа:

- Дориатрин — язык Дориата;
- Фалатрин (синд. Falathrin), или Западный синдарин — язык Фаласа.

- Северная группа:

- северо-западный диалект, на котором говорят в Хитлуме, Митриме и Дор-ломине;
- северо-восточный диалект, на котором говорят в Каленардоне и в высокогорье Таур-ну-Фуин.

### Дориатрин
Дориатрин сохранил многие архаические черты. В отличие от других диалектов Дориатрин оставался свободным от влияния квенья. «Акцент» Дориата был также весьма узнаваем, так что после оставления Турином Дориата, Турин имел дориатринский акцент вплоть до своей смерти, который сразу указывал на его происхождение, для носителей других диалектов синдарина.
Поствоенный «белериандский» как лингва-франка и как язык нолдор находился под сильным влиянием дориатрина.
Многое о морфологии дориатрина и как это контрастирует с остальными диалектами установлено из лингвистических трудов Дж. Р. Р. Толкина.

В дориатрине сохранились в общем пользовании двойные существительные, местоимения и устные личные окончания, а также чёткое различие между «общим» или «коллективным» множественным числом (как elenath) и «особенно» множественного числа (как elin). В немногих, но важных моментах фонологии отмечены изменения, не являющиеся универсальными в синдарине. Наиболее заметным среди них был спирантизация m > носовой ṽ, назальность который однако до конца никогда не терял в дориатрине, вплоть до исчезновения скрытости Дориата. Изменения mp, nt, ñk также начались раньше и пошли дальше чем в других диалектах.— 

### Фалатрин
Язык народа Кирдана называется фалатрин, это другой диалект южной группы синдарина. Он по-прежнему близок языку Дориата, благодаря большому товарообороту между двумя группами до времени войн Белерианда.

### Северный синдарин
На северном синдарине говорили митрим — северная группа серых эльфов. Он отличался от Дориатрина во многих аспектах. Он содержит много уникальных слов и не был полностью понятен другим эльфам. Первоначально употреблялся в Дортонионе и Хитлуме. Северный диалект был во многом более консервативным и затем разделился на Северо-Западный диалект (Хитлум, Митрим, Дор-Ломин) и Северо-Восточный диалект (Каленардон до его гибели и Дортонион (Таур-ну-Фуин). Именно северный синдарин был принят нолдор, после их возвращения в Средиземье на Лосгар. Позже нолдорский синдарин сильно изменился под влиянием квенья и частично из-за любви нолдор к языковым изменениям.

Главная характеристика северного синдарина была в сохранении p, t, k после носовых и L. Осталась интервокальная m. Но u, o и i/e остаются обособленными — нет мутации в i. H сохранена медиально. Медиально tt, pp, kk > t, p, k.— 

## Фонетика

### Согласные
|               | Губные | Зубные | Альвеолярные | Альвеолярные | Палатальные | Заднеязычные | Увулярные | Глоттальные |
| Центральные   | Губные | Зубные | Боковые      |              | Палатальные | Заднеязычные | Увулярные | Глоттальные |
| ------------- | ------ | ------ | ------------ | ------------ | ----------- | ------------ | --------- | ----------- |
| Носовые       | m      |        | n            |              |             | ŋ            |           |             |
| Взрывные      | p b    |        | t d          |              |             | k ɡ          |           |             |
| Фрикативные   | f v    | θ ð    | s            | ɬ            |             |              | χ         | h           |
| Дрожащие      |        |        | r̥ r          |              |             |              |           |             |
| Аппроксиманты |        |        |              | l            | j           | ʍ w          |           |             |

### Гласные

#### Монофтонги
| Гласные                        | Переднего ряда | Заднего ряда |
| ------------------------------ | -------------- | ------------ |
| Верхнего подъёма               | iː yː          | uː           |
| Ненапряжённые верхнего подъёма | ɪ} ʏ           | ʊ            |
| Средне-нижнего подъёма         | ɛ(ː)           | ɔ(ː)         |
| Нижнего подъёма                | a(ː)           | a(ː)         |

#### Дифтонги
| Дифтонг | Дифтонг | Дифтонг |
| ------- | ------- | ------- |
| ʊj      | -       | -       |
| ɛj      | ɔɛ      | -       |
| aj      | aɛ      | aw      |

## Грамматика
Множественное число образуется при помощи мутации гласной (как правило второй или последней):
- е становится і;
- а мутирует в е;
- о становится е или у.

Примеры:
- edhel («эльф») — edhil («эльфы»);
- narn («сага») — nern («саги»);
- ithron («маг») — ithryn («маги»).

При употреблении определённого артикля і наблюдается лениция первой согласной:
- b — p;
- t — d;
- v — f;
- g — c.

Также лениция наблюдается при употреблении частицы avo в повелительном наклонении:
- ped-pedo-avo bedo («не говори»);
- car-caro-avo garo («не делай»).

## Современное употребление
Являясь самым распространённым из эльфийских языков Средиземья, синдарин является основой многих толкинистских псевдонимов.
15 января 2016 года команда проекта «Яндекс.Переводчик» объявила о включении синдарина в число языков, на которые осуществляется автоматический (машинный) перевод.
В Minecraft есть возможность выбора синдарина как языка меню.